# Eduardo Calvet

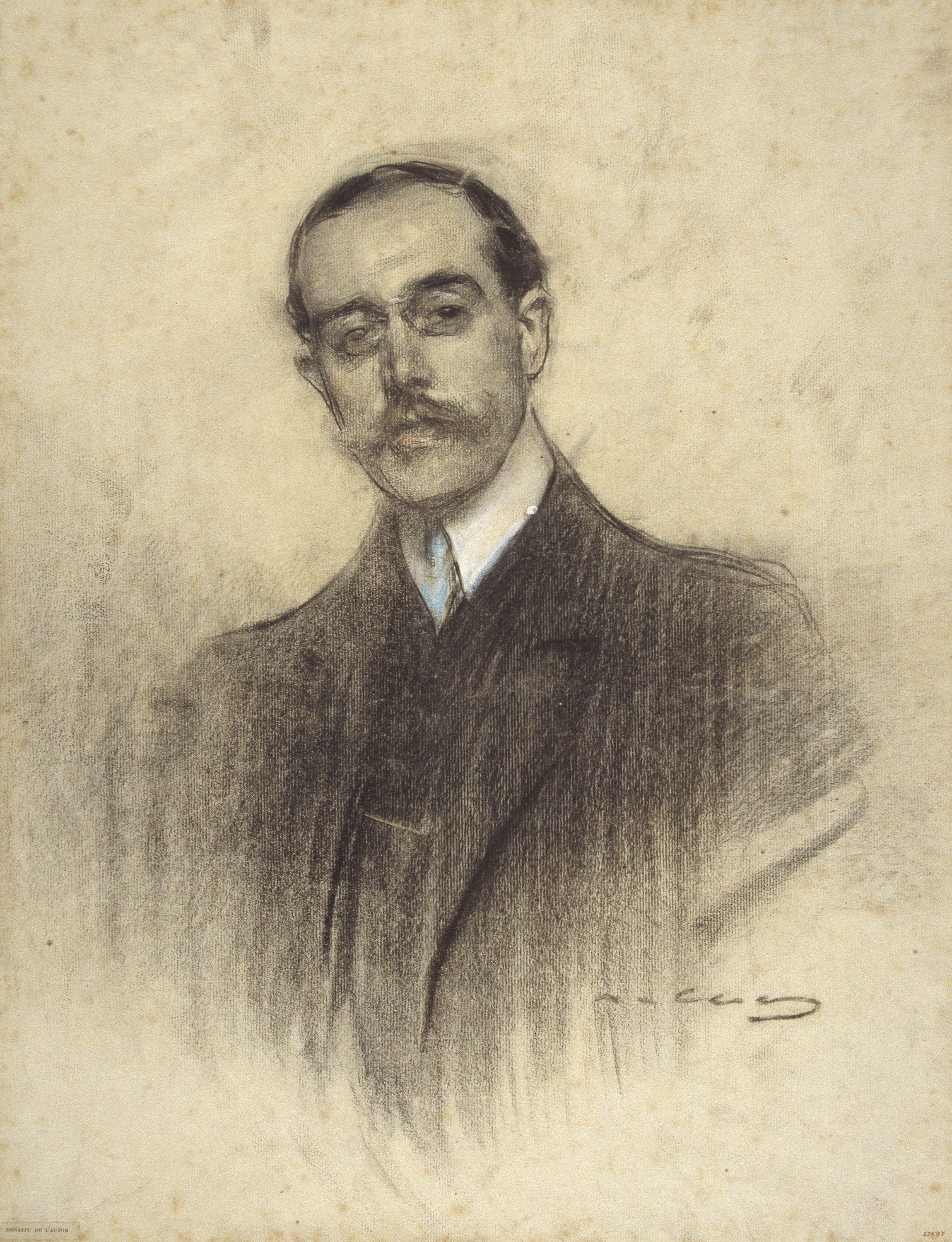
Eduard Calvet visto por Ramón Casas (MNAC)

Eduardo Calvet Pintó (Barcelona, 6 de febrero de 1875-Barcelona, 2 de agosto de 1917) fue un empresario y político español. Varias veces elegido diputado y senador, llegaría a ser presidente de la patronal Fomento del Trabajo Nacional.

## Biografía
Su familia era originaria de Vilasar de Dalt y poseía una fábrica de tejidos de algodón en la calle Canuda de Barcelona, de la que desde 1896 se encargó Calvet. Hombre de ideas republicanas, fue militante de la Lliga Regionalista y en 1906 fue nombrado vicepresidente de la sección barcelonesa de la Lliga. En las elecciones de 1907 fue elegido diputado por el distrito de Arenys de Mar, dentro de las listas de la Solidaridad Catalana. A pesar de su militancia inicial en la Lliga Regionalista, en 1908 se integró en el Centre Nacionalista Republicà.
Así mismo, en estos años fue miembro del consejo de administración del diario El Poble Català —órgano del Centre Nacionalista Republicà—, de la Asociación Protectora de la Enseñanza Catalana, de la Asociación de viajantes de Cataluña y de la Liga de Defensa de Barcelona, que por medio del letrado Juan de Dios Trías ejerció la acusación popular en el proceso por terrorismo contra Juan Rull y sus cómplices.
En 1910 ingresó en la nueva Unión Federal Nacionalista Republicana. No se presentó a la reelección en las elecciones de 1910 y se dedicó a las tareas empresariales. Como vocal de la Federación Internacional Algodonera, organizó el Congreso Internacional del Algodón de Barcelona en 1911 y en 1912 fue nombrado presidente de la patronal Fomento del Trabajo Nacional. En 1914 fue nombrado senador por Tarragona. También ese año intervino en la solución de las huelgas del textil y del ferrocarril, al tiempo que intentaba fomentar la firma de un tratado de comercio entre España y Cuba. Murió en 1917, víctima de una penosa enfermedad, el mismo día en que también lo hacía Enric Prat de la Riba. 
Tiene una calle dedicada en Vilasar de Dalt.